# Crocomela inca
Crocomela inca là một loài bướm đêm thuộc phân họ Arctiinae, họ Erebidae.